# گاومرغ سرقهوه‌ای
گاومرغ سرقهوه‌ای (نام علمی: Molothrus ater) نام یک گونه از سرده گاومرغ است.